# Iris vvedenskyi
Iris vvedenskyi är en irisväxtart som beskrevs av Sergej Arsenjevitj Nevskij, Jurij Nikolajevitj Voronov och Mikhail Grigoríevič Popov. Iris vvedenskyi ingår i släktet irisar, och familjen irisväxter. Inga underarter finns listade i Catalogue of Life.